# Little Girl Blue
Little Girl Blue je francouzsko-belgický film z roku 2023, který režírovala Mona Achache podle vlastního scénáře. Jde o dokudrama o životě Carole Achache, matky režisérky, kterou hraje Marion Cotillard. Film byl uveden ve světové premiéře na filmovém festivalu v Cannes dne 21. května 2023.

## Děj
Spisovatelka a fotografka Carole Achache spáchala v roce 2016 sebevraždu. Po její smrti její dcera, filmařka Mona Achache našla množství fotografií, dopisů a zvukových nahrávek, které po sobě zanechala její matka. Aby Mona Achache lépe porozuměla smrti své matky a tomu, kým skutečně byla, požádala  herečku Marion Cotillard, aby zahrála její matku ve filmu ve stylu dokumentárního dramatu.

## Obsazení
| Marion Cotillard     | sama sebe a Carole Achache |
| Mona Achache         | sama sebe                  |
| Marie Bunel          | Kathleen Evin              |
| Pierre Aussedat      | Nico Papatakis             |
| Jacques Boudet       | Daniel Cordier             |
| Didier Flamand       | Jorge Semprún              |
| Marie-Christine Adam | Florence Malraux           |

## Ocenění
- Cena Louise Delluca: nominace na nejlepší film (Mona Achache)
- César: nominace v kategoriích nejlepší herečka (Marion Cotillard), nejlepší střih (Valérie Loiseleux) a nejlepší dokumentární film (Mona Achache)
- Ceny pařížských filmových kritiků: nominace v kategoriích nejlepší herečka (Marion Cotillard), nejlepší dokumentární film (Mona Achache)
- Cena Lumière: nominace na nejlepší dokument (Mona Achache)